# Hisarya (huyện)
Hisarya là một huyện thuộc tỉnh Plovdiv, Bungaria. Dân số thời điểm năm 2001 là 15666 người.